# Stara Wieś (powiat grójecki)
Stara Wieś – wieś sołecka w Polsce położona w województwie mazowieckim, w powiecie grójeckim, w gminie Belsk Duży.
W latach 1975–1998 miejscowość należała administracyjnie do województwa radomskiego.
W miejscowości znajdują się zabudowania po starej gorzelni.
Urodził się tutaj Władysław Czosnowski, powstaniec styczniowy, przedsiębiorca budowlany, działacz społeczny.
Przez wieś przebiega DW 728.